# (5696) Ibsen
(5696) Ibsen ist ein Asteroid des äußeren Hauptgürtels, der am 24. September 1960 von dem niederländischen Astronomenehepaar Cornelis Johannes van Houten und Ingrid van Houten-Groeneveld entdeckt wurde. Die Entdeckung geschah im Rahmen des Palomar-Leiden-Surveys, bei dem von Tom Gehrels mit dem 120-cm-Oschin-Schmidt-Teleskop des Palomar-Observatoriums aufgenommene Feldplatten an der Universität Leiden durchmustert wurden.
Der mittlere Durchmesser des Asteroiden wurde mit 10,373 (±0,204) km berechnet, die Albedo mit 0,216 (±0,026).
Mittlere Sonnenentfernung (große Halbachse), Exzentrizität und Neigung der Bahnebene des Asteroiden entsprechen in etwa der Themis-Familie, einer Gruppe von Asteroiden, die nach (24) Themis benannt wurde.
(5696) Ibsen wurde am 7. November 1995 nach dem norwegischen Schriftsteller Henrik Ibsen (1828–1906) benannt. In der Widmung besonders hervorgehoben wurden Ibsens Werke Peer Gynt (1867), Nora oder Ein Puppenheim (1897), Gespenster (1881) und Hedda Gabler (1890). Nach Ibsen war schon 1976 ein Einschlagkrater auf der südlichen Hemisphäre des Planeten Merkur benannt worden: Merkurkrater Ibsen.